# Mischling

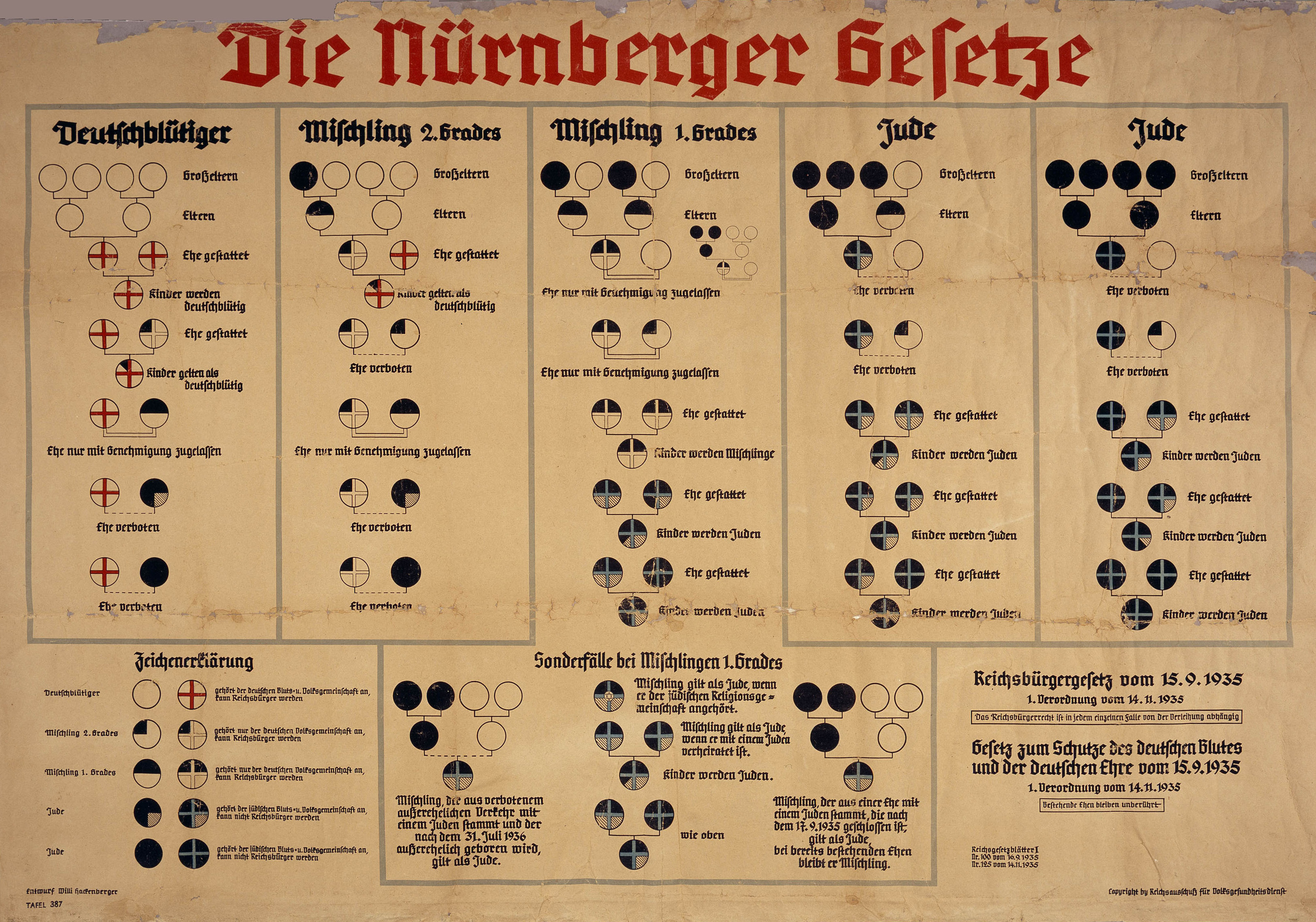
Nürnberger Gesetze

Mischling é uma palavra alemã que significa "mestiço". A palavra foi usada nas Leis de Nuremberg, de 1935, para designar os filhos de casamentos de judeus com alemães. A palavra possui significado ofensivo e pejorativo.
A palavra "mestiço", da língua portuguesa, não possui a mesma conotação racista e eugenista da palavra Mischling, da língua alemã.
Cerca de 150.000 Mischling serviram na Wehrmacht durante a Segunda Guerra Mundial. Em 1939 os Mischling, do sexo masculino, tinham a obrigação de servir nas forças armadas alemãs. Para ascender a suboficial ou oficial precisavam de uma autorização especial. Alguns Mischling alcançaram postos de comando e foram declarados arianos por Adolf Hitler. Em 1940, Adolf Hitler ordenou a expulsão dos Mischling das forças armadas, mas muitos permanecerem em seus postos, enquanto seus familiares eram perseguidos e exterminados na Alemanha. Em 1943 muitos Mischling foram concentrados em campos de trabalho da Organisation Todt.

## Mischlingrenomados
- Thomas Mann, considerado um dos maiores romancistas do século XX, recebeu o prêmio Nobel de Literatura de 1929. Filho do senador e comerciante Johann Heinrich Mann e da brasileira Júlia da Silva Bruhns,[2] nasceu em Lübeck, no estado de Schleswig-Holstein.
- Heinrich Mann, filho do senador e comerciante Johann Heinrich Mann e da brasileira Júlia da Silva Bruhns, irmão de Thomas Mann.[2]
- Helmut Schmidt, futuro chanceler federal
- Bernhard Rogge, capitão da Kriegsmarine
- Erhard Milch, marechal da Luftwaffe (reclassificado para ariano por Adolf Hitler)
- Helmuth Wilberg, general da Luftwaffe (reclassificado para ariano por Adolf Hitler)
- Ludwig Wittgenstein, filósofo austríaco.
- Werner Goldberg, soldado da Segunda Guerra Mundial. Em 1939 a propaganda nazi usou a foto de Werner Goldberg para a confecção de um pôster para o Serviço de Recrutamento do Exército. Numa das legendas do pôster estava escrito: "O soldado alemão ideal".